# NGC 4208
NGC 4208 (ook: NGC 4212) is een spiraalvormig sterrenstelsel in het sterrenbeeld Hoofdhaar. Het hemelobject werd op 8 april 1784 ontdekt door de Duits-Britse astronoom William Herschel.

## Synoniemen
- NGC 4212
- IRAS12130+1411
- UGC 7275
- ZWG 69.110
- MCG 2-31-70
- VCC 157
- PGC 39224